# 川渡村
川渡村（かわたびむら）は、昭和29年（1954年）まで宮城県玉造郡の西部にあった村。現在の大崎市鳴子温泉の東部にあたる。

## 地理
- 河川：江合川

## 沿革
- 大正10年（1921年）4月10日 - 温泉村を川渡村と鳴子町に分割したため発足。川渡村の範囲は江戸時代の大口村・名生定村に相当する。
- 昭和29年（1954年）4月1日 - 鳴子町・鬼首村と合併し、新制の鳴子町となる。

## 行政
- 歴代村長

| 代 | 氏名           | 就任                       | 退任                       | 備考 |
| -- | -------------- | -------------------------- | -------------------------- | ---- |
| 1  | 高橋善二       | 大正10年（1921年）4月20日  | 大正10年（1921年）9月3日   |      |
| 2  | 藤島吉郎右衛門 | 大正10年（1921年）9月4日   | 昭和12年（1937年）3月17日  |      |
| 3  | 藤島嘉孝       | 昭和12年（1937年）3月31日  | 昭和21年（1946年）11月25日 |      |
| 4  | 高橋久太郎     | 昭和22年（1947年）4月16日  | 昭和23年（1948年）11月27日 |      |
| 5  | 高橋新助       | 昭和23年（1948年）12月25日 | 昭和27年（1952年）12月24日 |      |
| 6  | 中鉢泰輔       | 昭和27年（1952年）12月25日 | 昭和29年（1954年）3月31日  |      |

## 交通

### 鉄道
- 国鉄陸羽東線：東鳴子駅 - 川渡駅